# Boma
Boma   este un oraș  în  partea de vest a Republicii Democrate Congo, în  provincia  Kongo Central, port pe malul drept al fluviului Congo. A fost capitala statului Congo Belgian între 1.05.1886 și 1926, an în care a fost mutată la Kinshasa.

## Personalități născute aici
- Claudia Gravy (n. 1945), actriță spaniolă.